# Dobri Do (Smederevo)
Pour les articles homonymes, voir Dobri Do.
Dobri Do (en serbe cyrillique : Добри До) est un village de Serbie situé sur le territoire de la Ville de Smederevo, district de Podunavlje. Au recensement de 2011, il comptait 978 habitants.

## Démographie

### Évolution historique de la population
| 1948  | 1953  | 1961  | 1971  | 1981  | 1991  | 2002  | 2011 |
| ----- | ----- | ----- | ----- | ----- | ----- | ----- | ---- |
| 1 657 | 1 660 | 1 593 | 1 436 | 1 361 | 1 274 | 1 118 | 978  |

|  |